# Anna socken
Anna socken (lettiska: Annas pagasts) är ett administrativt område i Alūksne kommun i Lettland.